# 徐惟杰
徐惟杰（1976年5月24日—），男，汉族，山东青岛人。现居上海，供职于SMG融媒体中心，主持《新闻报道》，偶尔代班《新闻夜线》。

## 简介
1995年从青岛二中高中毕业后就读于北京广播学院播音与主持艺术专业。
1999年本科毕业后进入原上海东方电视台，开始在上海发展，和他同期进入的还有陈曦（晨曦）、夏磊、杨蕾等。初期主持的电视节目有《东视新闻》、《东视体育新闻》、《媒体大搜索》等。
2003年，正当事业上升期的徐惟杰暂时离开SMG，赴英国伦敦大学金史密斯学院攻读电视新闻专业硕士研究生，2004年8月毕业回国。
回国后进入文汇新民联合报业集团（今上海报业集团），参与筹建张江文化科技创意产业发展有限公司，并于2005年担任该公司副总经理。
2007年11月开始在上海世博会事务协调局活动部任职，担任美洲组组长。
2011年初，上海世博会事务协调局撤销，徐惟杰加盟申迪集团，负责对外信息发布与媒体接待。
2012年，以特邀主持人身份主持纪实频道《真实25小时》，但未在新闻节目中复出。同年5月，徐惟杰离开申迪集团，担任上海吉祥房地产有限公司“静安嘉里中心”项目的公关经理，到2012年年底结束任职。
2013年2月11日因代班主持《新闻夜线》正式重返新闻主播工作岗位，并于同年5月1日正式成为《新闻报道》恢复双播后的四位主持人之一（另外三位分别是吴晓蕾、陶淳和印海蓉）。
2015年首次参加集团名优新评选，获得优秀播音员主持人称号，成绩不俗。
徐惟杰曾为浦东新区第三届、第四届、第五届政协委员。
徐惟杰已婚，其妻子为大松珠宝与三生川家居的设计师吴洁，育有一女徐葆珂（Beca）（2007年2月2日出生）。

## 主持节目简表
| 频道                                     | 主持节目     | 备注                      |
| ---------------------------------------- | ------------ | ------------------------- |
| 上视新闻综合频道                         | 新闻报道     |                           |
|                                          | 新闻夜线     | 偶尔代班                  |
|                                          | 上海早晨     | 仅2017年9月24日，和印海蓉 |
| 上海纪实频道                             | 真实第25小时 | 特约主持人身份            |
| 上海都市频道（原东方电视台新闻娱乐频道） | 媒体大搜索   |                           |
|                                          | 东视体育新闻 |                           |
|                                          | 东视新闻     |                           |

## 获奖与提名
- 2015年SMG优秀播音员主持人[11]

## 轶事
2020年1月30日正值新冠肺炎事件，当晚徐惟杰在《新闻报道》栏目播報新聞時突然咳了一聲，接著反覆清喉嚨。輪到他播報時，不但講話斷斷續續，最後更是咳到講不出話，女主播印海蓉見狀立刻接話，这一場面也得以化解，而这一话题也引发网友热议。对此徐惟杰声明称「喉嚨有點發炎，開播時正好一口痰卡在喉嚨」才會反覆咳嗽又說不出話，并强调「我沒有其他症狀，也沒有其他問題」。